# Silva Seeler
Silva Seeler (* 8. Januar 1951 in Hamburg) ist eine deutsche Politikerin. Sie war von 1990 bis 2013 Mitglied des Niedersächsischen Landtags. 
Nach dem Abitur am Ostsee-Gymnasium Timmendorfer Strand studierte Seeler an der Pädagogischen Hochschule Lüneburg. Nach dem 2. Staatsexamen unterrichtete sie nicht schulfähige Kinder. Nach einer Zeit als Hausfrau war sie von 1985 bis zu ihrer Wahl in den Landtag Mitarbeiterin im Büro des Bundestagsabgeordneten Ingomar Hauchler. 
Seit 1973 ist Seeler Mitglied der SPD. Von 1976 bis 1986 war sie Ratsfrau der Gemeinde Appel und Vorsitzende der dortigen SPD-Fraktion, von 2011 bis 2014 gehörte sie dem Stadtrat von Buchholz in der Nordheide an. Von 1990 bis 2013 war Silva Seeler Mitglied des Niedersächsischen Landtags, von 2003 bis 2008 war sie Vizepräsidentin des Landtags. Bei der Landtagswahl 2013 trat sie nicht wieder an.
Seit 2012 ist Seeler Mitglied des NDR-Verwaltungsrates.